# George Osborne De Renzy Channer
George Osborne De Renzy Channer, britanski general, * 1890, † 1965.